# S-Codes
S-Codes bezeichnen codierte Informationen auf Waffen zur Zeit des Nationalsozialismus.
In der Zeit vor dem Dritten Reich wurde durch den Hersteller regelmäßig der Unternehmensname (Firma) und der Ort der Fabrikation auf dem Kriegsgerät angegeben.
Der Nachteil dieses Verfahrens lag jedoch darin, dass der potentielle Kriegsgegner durch Erbeutung der Waffen Kenntnis vom Herstellungsort erhielt und Planungen zur Beeinträchtigung der dort angesiedelten Industrieanlagen ergreifen konnte. Daher wurde eine Codierung der Herstellerangaben angestrebt.

## Geschichte

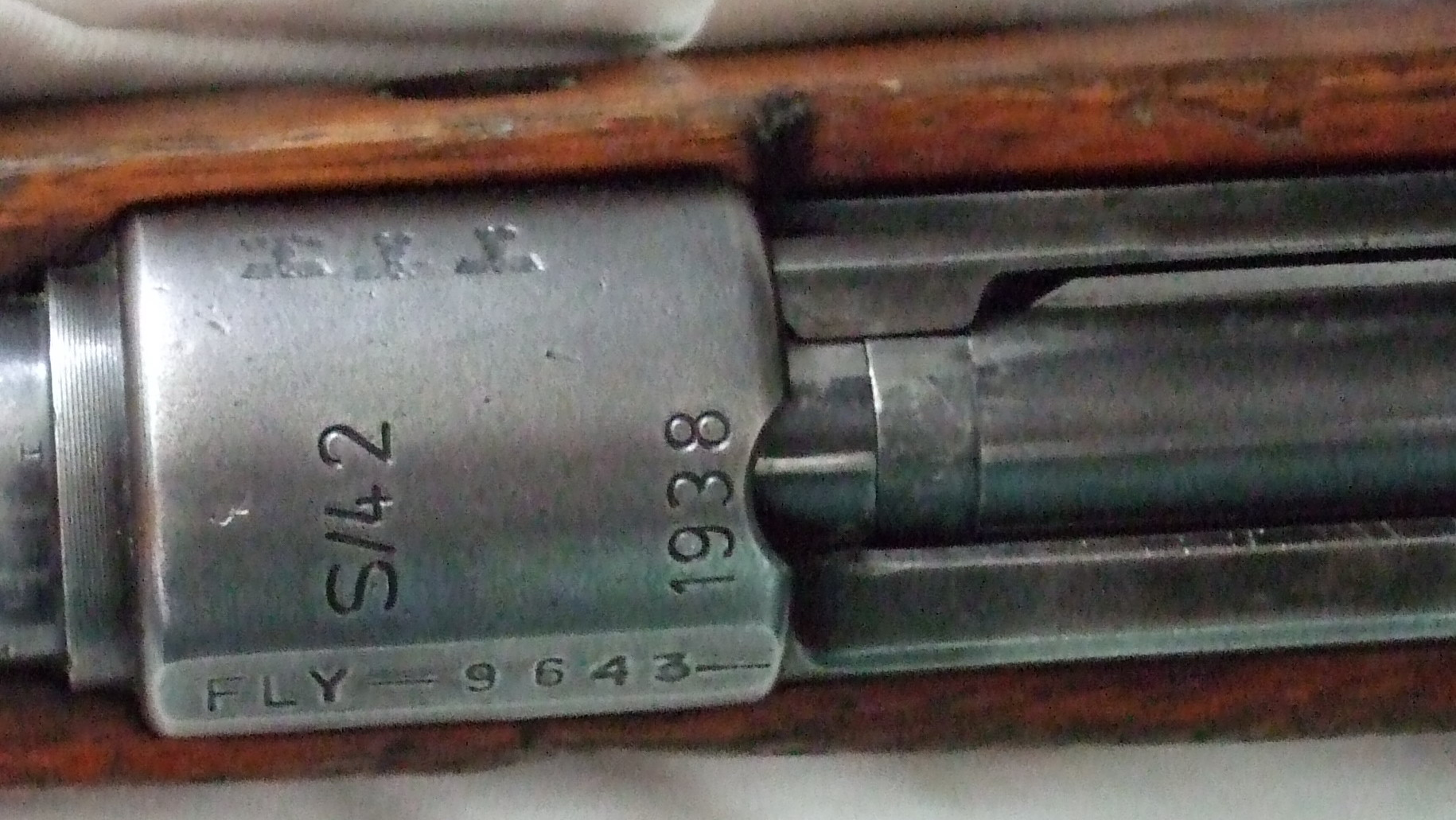
S-Code auf einem K98k; Hersteller: Mauser-Werke AG Oberndorf

Die Bestimmungen des Friedensvertrags von Versailles beschränkten die deutsche Wiederaufrüstung. Daher wurden während der heimlichen Aufrüstung ab 1934 die Waffen mit einem S-Code gekennzeichnet. Dieser besteht aus dem Buchstaben „S“ sowie einer Nummer, die jeweils einem Rüstungsbetrieb zugeordnet wurde (Produzentennummer, z. B. S/42). Diese S-Codes lassen sich bereits auf die Jahre 1934 bis 1936 zurückführen und wurden auf Parabellum-Pistolen (sog. Pistole 08) und dem Karabiner 98k angebracht. Dabei deutet ein K nach dem S-Code auf das Jahr 1934, ein G auf das Jahr 1935 hin (z. B. S/xxx.K oder S/xxx.G). 1936 wurde diese Form der Jahreskennzeichnung abgeschafft, da fortan das Jahr wieder voll ausgeschrieben und unter dem S-Code angebracht wurde (z. B. S/42 1938 auf einem K98k). Ab 1938 verzichtete man auch auf den Buchstaben „S“ vor der Produzentennummer. Dabei wurden die Zahlen 1 bis 593 den deutschen Rüstungsbetrieben zugeordnet, der 6xx-Bereich den österreichischen und der 9xx-Bereich den polnischen und tschechischen Betrieben nach deren Besetzung.
Im Jahre 1940 wurde der S-Code durch Deutsche Fertigungskennzeichen (ein dreistelliges Buchstabensystem) ersetzt, da der Bedarf an Rüstungsmaterial und Produktarten immer größer wurde und der alte S-Code für die Benennung der Produzenten nicht mehr ausreichte.

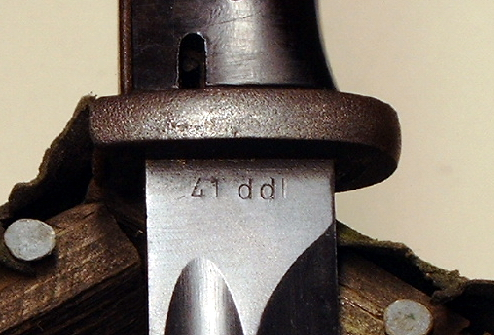
Nachfolgecode auf einem Bajonett für einen K98k; Hersteller: Josua Corts & Sohn Remscheid Hobelmesser-Fabrik, 1941

## Bekannte S-Codes
| S-Nummer | Hersteller                                                                        | Anmerkung                          |
| -------- | --------------------------------------------------------------------------------- | ---------------------------------- |
| 25       | Metallwerke Treuenbrietzen                                                        |                                    |
| 27       | Erma Waffenfabrik und Feinmechanische Werke B. Geipel GmbH, Erfurt                |                                    |
| 28       | Deutsche Waffen- und Munitionsfabrik AG, Karlsruhe-Durlach                        |                                    |
| 42       | Mauser-Werke AG, Oberndorf                                                        |                                    |
| 67       | H. Utendörffer, Nürnberg                                                          |                                    |
| 69       | Patronen-, Zündhütchen- u. Metallwarenfabrik, Schönebeck an der Elbe              |                                    |
| 94       | Kabel- u. Metallwarenfabrik Neumeyer AG, Nürnberg                                 |                                    |
| 98       | Ostdeutsche Fahrzeugfabrik, Stolp.                                                |                                    |
| 120      | Lindener Tonwaren- und Patronenfabrik, Hannover-Empelde – 1927 von RWS übernommen |                                    |
| 122      | C. G. Haenel, Suhl                                                                |                                    |
| 131      | Deutsche Waffen- und Munitionsfabrik AG, Berlin-Borsigwalde                       |                                    |
| 132      | Kopp, Salzwedel                                                                   |                                    |
| 147      | J. P. Sauer & Sohn, Suhl/Thüringen                                                |                                    |
| 151      | Rheinisch-Westfälische Sprengstoffwerke, Nürnberg-Stadeln                         |                                    |
| 154      | Polte-Werke, Grünberg                                                             |                                    |
| 155      | E. & F. Hörster, Solingen                                                         |                                    |
| 163      | Selters Metallwarenfabrik                                                         |                                    |
| 172      | Carl Eickhorn, Solingen                                                           |                                    |
| 173      | Coppel, Solingen „Alcoso“                                                         |                                    |
| 174      | Weyersberg Kirschbaum & Cie. (WKC), Solingen                                      |                                    |
| 175      | Höller, Solingen                                                                  |                                    |
| 176      | Paul Weyersberg, Solingen                                                         |                                    |
| 177      | Friedrich Herder Abraham Sohn, Solingen                                           |                                    |
| 178      | Gebr. Heller, Marienthal bei Schweina                                             |                                    |
| 181      | Hugo Schneider AG, Leipzig                                                        |                                    |
| 184      | Jos. Corts, Remscheid                                                             |                                    |
| 185      | Elite-Diamantwerk, Siegmar-Schönau bei Chemnitz                                   |                                    |
| 198      | Metallwarenfabrik Treuenbrietzen, Belsig                                          |                                    |
| 207      | Metallwarenfabrik Odertal GmbH, Oderta                                            |                                    |
| 237      | Berlin Lübecker Maschinenfabrik. Werk Lübeck                                      |                                    |
| 238      | Dürkopp-Werke, Bielefeld                                                          |                                    |
| 239      | Richard Herder, Solingen                                                          |                                    |
| 242      | Solinger Axt & Hauerfabrik, Solingen                                              |                                    |
| 243      | Mauser-Werke AG, Berlin-Borsigwalde                                               |                                    |
| 244      | Mundlos AG, Magdeburg                                                             |                                    |
| 245      | Jetter u. Scheerer, Tuttlingen                                                    |                                    |
| 248      | Voss & Stange, Berlin                                                             |                                    |
| 315      | Märkisches Walzwerk, Strausberg                                                   |                                    |
| 316      | Westfälische Metallindustrie, Lippstadt                                           |                                    |
| 334      | Mansfeld AG, Rothenburg (Saale)                                                   |                                    |
| 337      | Gustloff Werke, Weimar                                                            |                                    |
| 340      | Metallwerke Silberhütte, Sankt Andreasberg                                        |                                    |
| 346      | H. Huck, Nürnberg                                                                 |                                    |
| 379      | Scharfenberg u. Teubert, Breitungen                                               |                                    |
| 405      | Dynamit AG, Durlach                                                               |                                    |
| 480      | Carl Walther, Zella-Mehlis                                                        |                                    |
| 635      | Munitionsfabrik Wöllersdorf, Wien                                                 | Österreich                         |
| 660      | Steyr-Daimler-Puch AG, Steyr                                                      | Österreich                         |
| 925      | Mauser-Werke AG                                                                   | Produktion in der Tschechoslowakei |
| 945      | Waffenwerke Brünn AG, Brünn                                                       | Tschechoslowakei                   |

Die Berlin-Suhler-Waffenwerke versahen außerhalb der S-Codierung ihre Produkte mit der Bezeichnung „BSW“ in den Jahren 1937–1939. Wie es zu dieser Ausnahme kam, ist nicht bekannt.